# 日の出町 (瀬戸市)
日の出町（ひのでちょう）は、愛知県瀬戸市水野連区の町名。丁番を持たない単独町名である。

## 地理
- 瀬戸市の西部に位置する[8]。西から北を中水野町、東から南を小田妻町と隣接している[8]。
- 国道沿いのひので卸センター（旧・瀬戸陶磁器卸センター）を中心とした地域[8]。

### 河川
- 小田妻川（唐沢川支流） ： 町の南部、小田妻町との町境付近を北流している。

### 学区
市立小・中学校に通う場合、学区は以下の通りとなる。また、公立高等学校普通科に通う場合の学区は以下の通りとなる。
| 番・番地等 | 小学校             | 中学校             | 高等学校 |
| ---------- | ------------------ | ------------------ | -------- |
| 全域       | 瀬戸市立水野小学校 | 瀬戸市立水野中学校 | 尾張学区 |

## 歴史

### 沿革
- 1974年（昭和49年）7月1日 - 瀬戸市小田妻町の一部により、同市日の出町として成立[2]。

## 世帯数と人口
2024年（令和6年）1月1日現在の世帯数と人口は以下の通りである。
| 町丁     | 世帯数 | 人口 |
| -------- | ------ | ---- |
| 日の出町 | 17世帯 | 42人 |

### 人口の変遷
国勢調査による人口の推移
| 1995年（平成7年）  | 10人 | [ 11 ] |  |
| 2000年（平成12年） | 21人 | [ 12 ] |  |
| 2005年（平成17年） | 24人 | [ 13 ] |  |
| 2010年（平成22年） | 72人 | [ 14 ] |  |
| 2015年（平成27年） | 74人 | [ 15 ] |  |
| 2020年（令和2年）  | 86人 | [ 16 ] |  |

### 世帯数の変遷
国勢調査による世帯数の推移。
| 1995年（平成7年）  | 3世帯  | [ 11 ] |  |
| 2000年（平成12年） | 7世帯  | [ 12 ] |  |
| 2005年（平成17年） | 8世帯  | [ 13 ] |  |
| 2010年（平成22年） | 23世帯 | [ 14 ] |  |
| 2015年（平成27年） | 24世帯 | [ 15 ] |  |
| 2020年（令和2年）  | 27世帯 | [ 16 ] |  |

## 交通

### 鉄道
愛知環状鉄道・愛知環状鉄道線 ： 町の西端、小田妻町との町境を南北に走っている。最寄り駅は中水野駅。

### バス
瀬戸市コミュニティバス「下半田川線」
- 陶生病院 - 中水野駅 - 定光寺公園 - 妻之神 系統

瀬戸市コミュニティバス「曽野線」
- 新瀬戸駅 - 中水野駅 - 曽野 - しなのバスセンター 系統

以上、2路線が通っているが、町内にバス停はない。最寄りのバス停は、小田妻バス停・ゆりの台バス停になる。
※町内は走っていないが、名鉄バス「水野循環線」【20】【21】【22】【23】系統の水野中新田バス停も最寄りのバス停になる。

### 道路
- 国道155号 ： 町の西端、小田妻町との町境を南北に通っている。

## 施設
- 瀬戸市立水野中学校 ： 1980年（昭和55年）開校[17]。瀬戸市で一番新しい中学校になる[注釈 2][17]。2022年（令和4年）5月1日現在の生徒数は559人、教員数は42人[18]。
- 瀬戸市学校給食センター ： 1998年（平成10年）設立[19]。市内7校[注釈 3]の学校給食を作っている[20]。
- 瀬戸信用金庫文書管理センター ： 伝票・帳票類の集中管理を目的に設立された施設[21]。トヨタL&Fの自動倉庫システムが導入されている[21]。
- 日の出町ちびっこ広場 ： 町の北部にある小さな公園。すべり台と鉄棒がある。

## その他

### 日本郵便
- 郵便番号 : 489-0004[6]（集配局：瀬戸郵便局[22]）。